# 正則凸包
数学の複素解析の分野において、n-次元複素空間 Cn 内のある与えられたコンパクト集合に対する正則凸包（せいそくとつほう、英: holomorphically convex hull）は、次のように定義される。
{\displaystyle G\subset {\mathbb {C} }^{n}} をある領域（すなわち、連結開集合）あるいはより一般に、{\displaystyle n}-次元複素多様体とする。{\displaystyle {\mathcal {O}}(G)} を、{\displaystyle G} 上の正則函数の集合とする。あるコンパクト集合 {\displaystyle K\subset G} の正則凸包は、次で定義される。
{\displaystyle {\hat {K}}_{G}:=\{z\in G{\big |}\left|f(z)\right|\leq \sup _{w\in K}\left|f(w)\right|{\mbox{ for all }}f\in {\mathcal {O}}(G)\}.}
この定義において f を多項式とすることで、より特殊な概念である多項式凸包（polynomial convex hull）が得られる。
{\displaystyle G} 内でコンパクトなすべての {\displaystyle K\subset G} に対して {\displaystyle {\hat {K}}_{G}} も {\displaystyle G} 内でコンパクトであるなら、そのような領域 {\displaystyle G} は正則凸（holomorphically convex）であると言われる。これはしばしば holomorph-convex と略記される。
{\displaystyle n=1} のとき、{\displaystyle {\hat {K}}_{G}} は {\displaystyle G\setminus K\subset G} の相対コンパクトな成分と {\displaystyle K} との合併であるため、任意の領域 {\displaystyle G} は正則凸である。またこのとき、領域が正則凸であることは、それが正則領域であることと同値であることに注意されたい（カルタン＝トゥレンの定理）。これらの概念は、多変数複素函数の n > 1 の場合にはさらに重要となる。